# 예시바 대학교

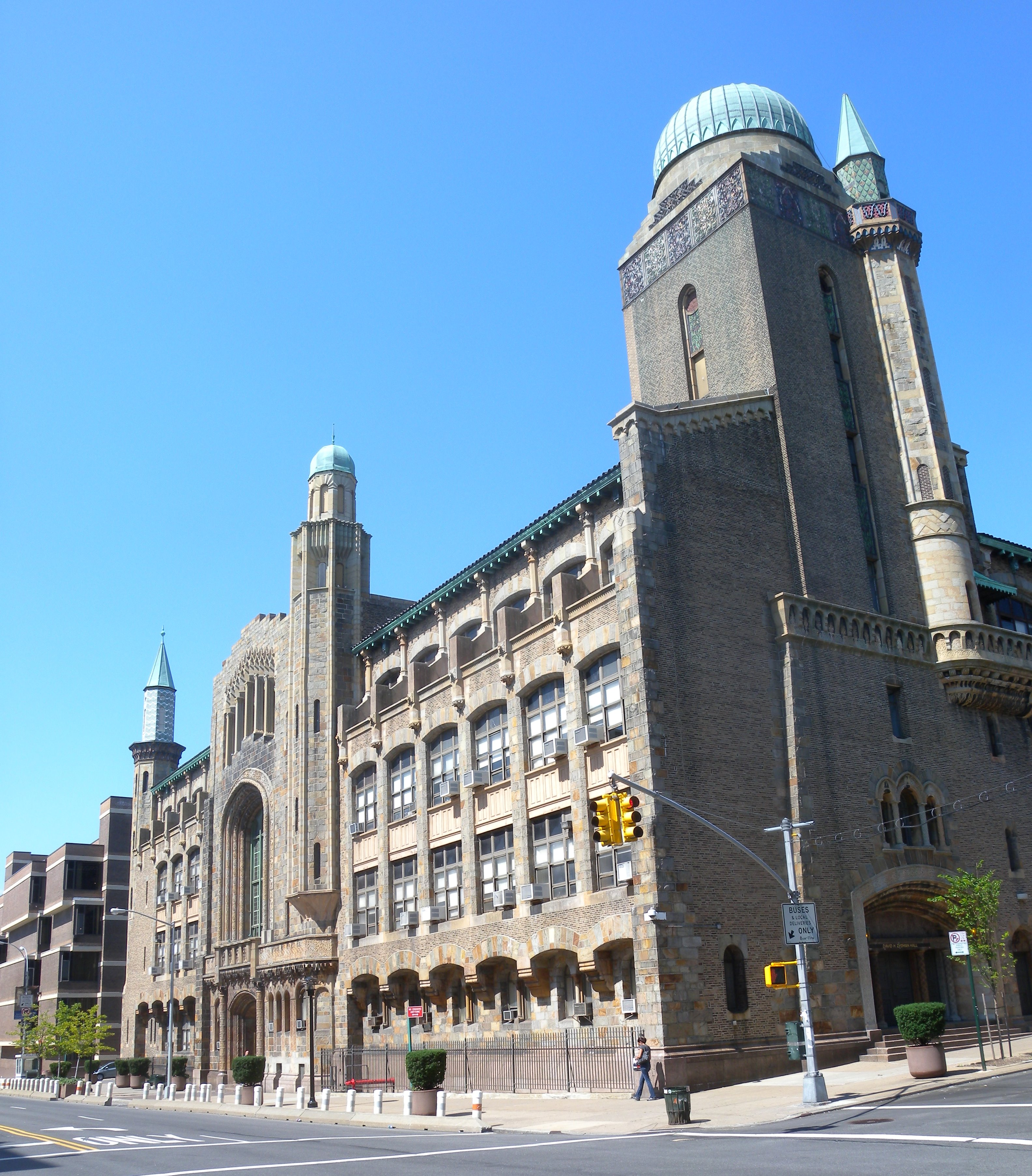
예시바 대학교의 David H. Zysman Hall

예시바 대학교(Yeshiva University)는 미국 뉴욕에 위치한 대학교이다.

## 같이 보기
- 정통파 (유대교)